# Écu au soleil

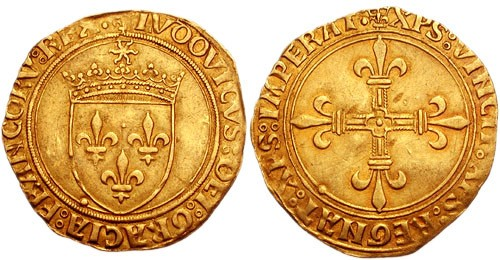
Vorder- und Rückseite eines unter Ludwig XII. (1498–1514) geprägten Écu au soleil.

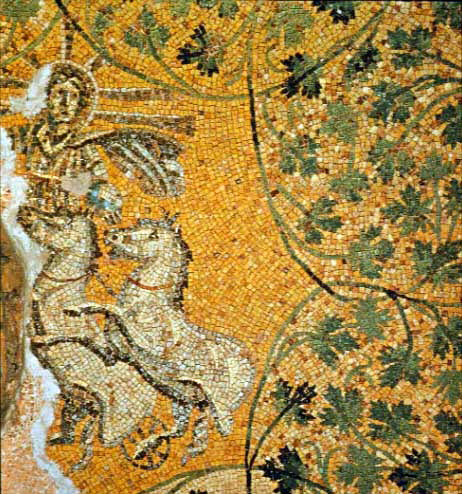
Christus als Sol invictus mit 7 strahliger Sonnenkrone des Helios im Sonnenwagen Deckenmosaik, Detail, Mausoleum der Iulii, vatikanische Nekropole, St.-Peter-Basilika, Rom, 3. Jh.

Écu au soleil (auch: Écu sol, dt. Sonnenkrone) ist der Name einer vom französischen König Ludwig XI. (1461–1483) im Jahr 1475 geschaffenen Écu, eine Goldmünze.

## Beschreibung
Der Écu au soleil löste den Écu à la couronne ab, von dem er sich dadurch unterschied, dass über der Krone der Vorderseite eine kleine Sonne schwebte; die Rückseite zeigte das Lilienkreuz. Die Umschrift der Vorderseite lautete „LVDOVICVS DEI GRA[TIA] FRANCORVM REX“ (frz. Louis, par la grâce de Dieu, roi des Francs, dt. Ludwig, von Gottes Gnaden französischer König), die der Rückseite „XPC VINCIT XPC REGNAT XPC IMPERAT“ (XPC, ChRS in lateinischen Buchstaben, ist die griechische Abkürzung für Christus; frz. Le Christ vainc, le Christ règne, le Christ commande, dt. Christus siegt, Christus herrscht, Christus befiehlt).
Gewicht und Feingehalt der Münze schwankten: Der erste Écu au soleil wog 3,496 Gramm und enthielt 3,356 Gramm Gold, seit 1519 3,436 Gramm mit 3,257 Gramm, seit 1559 3,376 Gramm mit 3,235. Sein Nennwert lag erst bei 33 sols, seit 1487 bei 36 sols 3 deniers, seit 1516 bei 40 sols, seit 1533 bei 45 sols.
Unter Heinrich II. (1547–1559) wurde der Écu au soleil vom Henridor abgelöst.

## Sonnenkrone in der Ikonographie
Die alte Kirche bildete Jesus Christus noch als Sol invictus mit Sonnenkrone ab.